# Psephellus
Psephellus là một chi thực vật có hoa trong họ Cúc (Asteraceae).

## Loài
Chi Psephellus gồm các loài: